# Parallaxe chronométrique
Pour les articles homonymes, voir Parallaxe (homonymie).
En astronomie, la parallaxe chronométrique est une méthode de mesure des distances de certains objets célestes, essentiellement les pulsars.

## Principe
Les pulsars sont des objets émettant un signal périodique extrêmement régulier une fois celui-ci moyenné sur quelques centaines de périodes. Cette régularité peut être utilisée pour mesurer la distance d'un pulsar proche.
En effet, le front d'onde émis par un objet est sphérique et centré sur celui-ci. En première approximation, pour un objet suffisamment lointain, ce front d'onde peut être considéré comme plan. Dans les observations, cela se traduit par le fait que la direction dans laquelle est vue l'objet est toujours la même si l'on se déplace par rapport à celui-ci, autrement dit que sa parallaxe est nulle (comprendre que la distance de l'objet est suffisamment petite par rapport à l'extension du déplacement pour qu'aucune variation de position ne soit observable avec la résolution angulaire dont on dispose). En réalité, le front d'onde émis par l'objet est légèrement courbé. Selon que l'on considère que le front d'onde est strictement plan ou courbé, cela induit une légère variation de l'instant d'arrivée du signal en fonction de l'endroit où l'on se trouve. La mesure de ce décalage sur l'instant d'arrivée peut se transcrire en termes de la courbure du front d'onde émis par l'objet, ce qui donne immédiatement la distance à celui-ci. Du fait que cette méthode permet de mesurer indirectement la parallaxe de l'objet (quand bien même on ne mesure pas de variation de s direction apparente), cette méthode porte le nom de parallaxe chronométrique.

## Formule et ordre de grandeur
En pratique, la parallaxe chronométrique se mesure en utilisant le déplacement de l'orbite terrestre et en mesurant le fait que sur l'extension de cette orbite, le front d'onde émis par une source est légèrement incurvé. Les formules trigonométriques classiques indiquent que d'un arc dont la longueur vaut deux fois le rayon R de l'orbite terrestre et s'appuyant sur un cercle dont le centre est situé à la distance D (correspondant donc au rayon de courbure du front d'onde émis par un objet situé à cette distance) s'écarte du maximum dudit cercle de la distance
{\displaystyle d={\frac {R^{2}}{2D}}}.
Pour un objet situé à un kiloparsec, en prenant R égal à une unité astronomique, il vient d de l'ordre de 360 mètres. Le front d'onde va donc voir son temps d'arrivée modulé d'un temps de l'ordre de
{\displaystyle t={\frac {d}{c}}}
par rapport à un signal qui serait émis d'une source infiniment éloignée (pour laquelle la quantité d tend vers 0). Pour une valeur de D de 1 kiloparsec, l'écart temporel est donc de l'ordre de la microseconde.
En pratique, la parallaxe chronométrique ne peut être mesurée que si la précision temporelle avec laquelle le front d'onde doit arriver est supérieure à une microseconde (pour un objet situé à un kiloparsec). En pratique cela ne peut se faire que si l'intensité du signal émis est modulée dans le temps est extrêmement régulière, caractéristiques possédées uniquement par les pulsars. Le nombre de pulsars dont la distance est mesurée par parallaxe chronométrique reste restreint, car le signal lui-même doit être très régulier et ne pas présenter un bruit chronométrique important, par exemple. En 1996, seuls quatre pulsars avaient leur parallaxe chronométrique mesurée. Il s'agissait de :
- PSR J0437-4715
- PSR J1713+0747
- PSR B1855+09
- PSR B1937+21

À titre de comparaison, le bruit chronométrique typique de PSR B0531+21 (le pulsar du Crabe) est de l'ordre de 12 millisecondes, soit plus de quatre ordres de grandeurs que ce qu'il faudrait pour obtenir sa parallaxe chronométrique.

## Référence
- (en) Timing parallax, sur le cours d'introduction aux pulsars de Jon F. Bell, de l'université de Manchester